# Austrian Football League

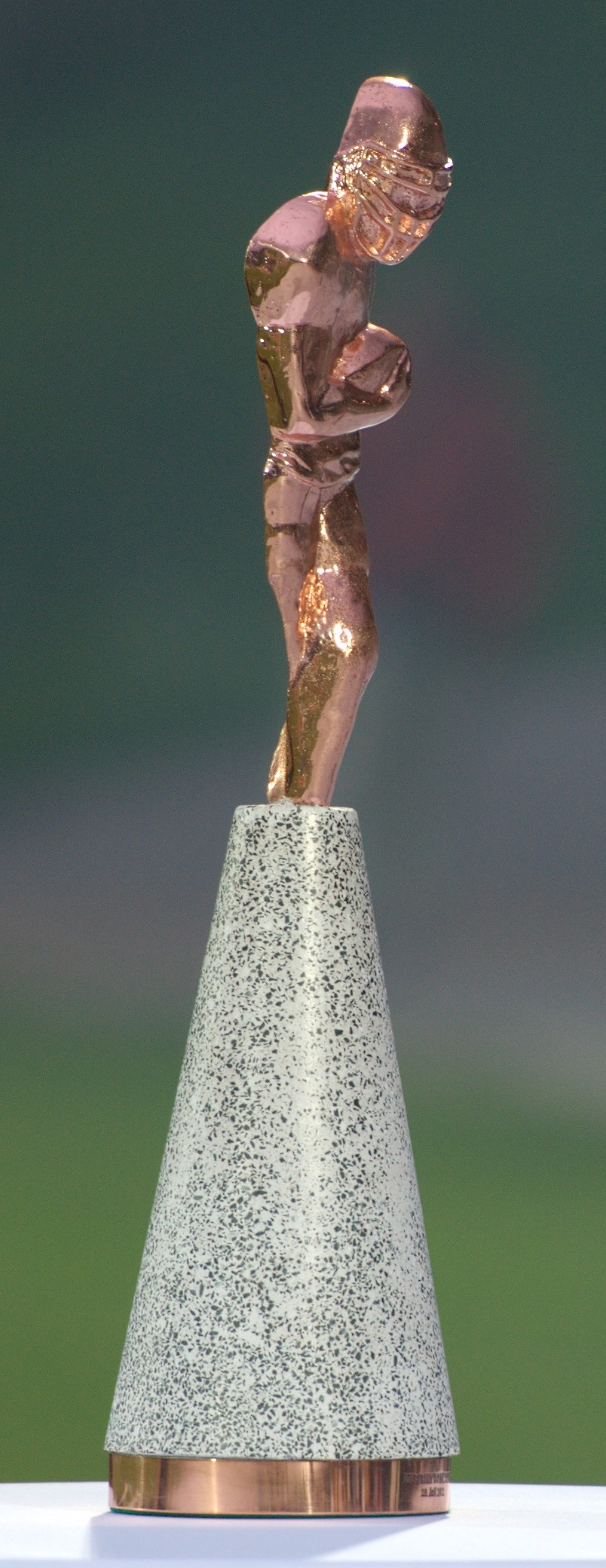
Austrian-Bowl-Trophäe

Die Austrian Football League (AFL) ist die höchste Spielklasse im American Football in Österreich und unter Verantwortung des American Football Bund Österreich (AFBÖ) ausgetragen. Gegründet wurde die Liga im Jahr 1984. Rekordmeister sind die Vienna Vikings mit 16 Titeln.

## Modus

### Spielmodus
Der aktuelle Modus besteht seit der Saison 2025. Es spielen sechs Teams in der Liga. Jedes Team absolviert im Grunddurchgang zehn Spiele und trifft dabei zwei Mal auf jedes andere Team. Aus dem Grunddurchgang wird eine Rangliste ermittelt. Zunächst ist hierfür der Quotient aus Siegen zu Spielen entscheidend. Ist dieser bei mehreren Teams gleich, so zählt zunächst die Punktedifferenz im direkten Vergleich und danach die Gesamtpunktedifferenz. Für die Berechnung der Differenz, wird die Punktedifferenz pro Spiel mit +35 bzw. −35 gedeckelt.
Nach dem Grunddurchgang schließen sich die Play-offs an. Hier treten zunächst der Dritt- und der Viertplatzierte auswärts gegen die beiden besten Teams des Grunddurchgangs in den Halbfinalpartien an. Die Gewinner dieser Paarungen treten dann in der Austrian Bowl gegeneinander an. Der Sieger der Austrian Bowl ist zugleich österreichischer Staatsmeister, sofern es sich um ein österreichisches Team handelt. Erreicht nur ein österreichisches Team die Austrian Bowl, ist dieses Team automatisch Staatsmeister – dies trat 2024 erstmals ein, als die Austrian Bowl zwischen den Prague Black Panthers und den Vienna Vikings ausgetragen wurde.

### A-Klasse-Spieler
Zur Saison 2016 dürfen die Semifinalisten der Vorsaison zwei A-Klasse-Spieler am Roster eines Spieltags führen und diese zwei auch am Feld gleichzeitig einsetzen. Alle anderen Teams dürfen drei A-Klasse-Spieler im Spielerkader eines Spieltags führen, aber ebenfalls nur zwei gleichzeitig am Feld einsetzen. Die vorangegangenen zwei Saisonen war lediglich ein A-Klasse-Spieler erlaubt. Als Klasse-A-Spieler werden neben jenen Spielern aus Amerika auch jeder andere Spieler angesehen, der von seinem Verein ein fixes Gehalt bezieht.

### Teams
Zur Saison 2025 treten in der AFL sechs Teams an. Nachdem die AFL 2024 von zehn auf acht Teams reduziert wurde, bedeutet die erneute Reduzierung um zwei Teams, dass die AFL wieder ihrer Größe entspricht, die sie bis 2021 hatte. Fünf der Teams kommen aus Österreich, eines aus Tschechien. Die Salzburg Ducks gehen in ihre vierte Saison in Folge, Titelverteidiger Prag ist seit 2019 durchgängig dabei. Die übrigen vier Teams gehören jeweils seit weit mehr als zehn Jahren der Liga an.
- Swarco Raiders Tirol (Innsbruck)
- Vienna Vikings (Wien)
- Graz Giants (Graz)
- Danube Dragons (Wien)
- Prague Black Panthers (Prag, Tschechien; Titelverteidiger)
- Salzburg Ducks (Salzburg)

## Geschichte der Austrian Football League
Das erste österreichische American-Football-Team, die Vienna Ramblocks, wurde bereits 1978 gegründet,. Mit den Graz Giants kam 1981 ein weiteres Team hinzu, so dass das erste österreichische Duell im Jahr 1982 stattfinden konnte, welches mit 44:0 an die Ramblocks ging.
Im Jahr 1984 wurde die AFL durch die Ramblocks, Giants und die Salzburg Lions gegründet. Meister der Premierensaison wurden die Lions, die sich im Endspiel mit 27:10 gegen die Giants durchsetzten. In der Folgezeit entwickelten sich die Grazer zum dominierenden Team der Liga. In den ersten acht Spielzeiten waren die Giants immer in der Austrian Bowl vertreten und gingen dabei sechsmal als Sieger hervor. Die Vienna Vikings errangen ihren ersten Meistertitel 1994 und stellten zwischen 1998 und 2005 den Rekord der Grazer mit acht aufeinander folgenden Finalteilnahmen ein. In dieser Zeitspanne kamen die Vikings auf sechs Meistertitel, wobei sie die Austrian Bowl von 1999 bis 2003 sogar fünfmal in Serie gewinnen konnten. Seit 2012 sind die Vikings österreichischer Rekordmeister mit bereits 13 Meistertitel. Die Tyrolean Raiders erreichten ihr erstes Finale im Jahr 2000, waren seither in zwölf Finalpartien vertreten und feierten 2004 ihren ersten Meistertitel.
Bis inklusive der Saison 2008 wurde die AFL mit sechs Mannschaften, die in einer Hin- und Rückrunde je einmal aufeinandertreffen gespielt. Dabei kam jede Mannschaft auf 8 Grunddurchgangsspiele, nach welchen die beiden bestplatzierten der Tabelle das Finalspiel um die Austrian Bowl austrugen. Es handelte sich hierbei um den gleichen Modus, der auch in der NFL-Europe zur Austragung kam. Davor gab es bis zur Saison 2005 einen Grunddurchgang mit anschließenden Play-offs.
Aufgrund von Sponsorenwechseln kam es nach der Saison 2008 zu einigen Namensänderungen: So spielen die ehemaligen Chrysler Vikings nunmehr als Raiffeisen Vikings Vienna, die Papa Joe’s Tyrolean Raiders als Swarco Raiders Tirol und die Öko-Box Graz Giants als Turek Graz Giants. Die Carinthian Falcons änderten bereits 2005 ihren Vereinsnamen auf Carinthian Black Lions. Mittlerweile spielen die Vienna Vikings und die Graz Giants wieder unter ihrem ursprünglichen Namen ohne Sponsoranhang.
Nach der Saison 2008 stieg die Unzufriedenheit über die Struktur der AFL, vor allem bei den Carinthian Black Lions und die Cineplexx Blue Devils. Diese beiden Teams zogen eine Teilnahme unter Fortführung des bis dahin bestehenden Modus nicht mehr in Betracht, wodurch es zu beträchtlichen Änderungen in der Struktur des österreichischen Footballs kam. Dabei wurde die AFL auf die vier stärksten Vereine, Raiffeisen Vikings Vienna, Turek Graz Giants, Swarco Raiders Tirol und Danube Dragons, reduziert und eine sogenannte Interdivison mit den Black Lions und den Blue Devils gegründet. Diese beiden Teams absolvierten Spiele sowohl mit Mannschaften aus der Division 1 und der AFL.
Seit der Saison 2010 kam es abermals zu gravierenden Änderungen in der Struktur der AFL. Damals wurde die Liga von vier auf acht Teams aufgestockt und die nur für die Saison 2009 gegründete Interdivision aufgelöst. Neben den vier Top Teams stiegen die Carinthian Black Lions (Interdivision), die Salzburg Bulls und die Generali Invaders (beide Division 1) auf, sowie die Prague Panthers aus Tschechien ein. Die Cineplexx Blue Devils, schlossen sich hingegen der Schweizer Nationalliga A an.
In der Saison 2011 stiegen die Generali Invaders kurzfristig wegen finanziellen Problemen aus dem Ligabetrieb aus, sodass die AFL 2011 nur mehr sieben Teams umfasste.
Vor der Saison 2012 stiegen die Black Lions und Salzburg Bulls aus dem Ligabetrieb aus, jedoch die AFC Rangers ein, sodass die AFL 2012 sechs Teams umfasste. Jedes Team absolvierte ein Heim- und Auswärtsspiel gegen die anderen Teams. Dieser Modus wurde in der Saison 2013 beibehalten. Die AFC Rangers wählten einen freiwilligen Abstieg in die Division 2, so dass die Saison 2014 mit fünf verbliebenen Teams absolviert wurde.
Es gab Bestrebungen die Saison 2015 mit acht Mannschaften zu spielen. Da sich jedoch die Carinthian Lions und die Vienna Knights weigerten aufzusteigen, verblieb man beim altbekannten Modus.
Zur Saison 2022 wurde die AFL von sechs auf zehn Mannschaften aufgestockt. Gleichzeitig meldeten die Topmannschaften Raiders Tirol und Vienna Vikings für die European League of Football (ELF); die bisherigen zweite Mannschaften spielen nun in der AFL.

### Austrian Bowl
In der Austrian Bowl, die zum ersten Mal am 20. Oktober 1984 in Salzburg ausgetragen wurde, wird jedes Jahr der österreichische Staatsmeister im American Football gekürt:
|         | Jahr | Datum             | Meister                     | Vizemeister                 | Resultat          | Austragungsort                                             |
| ------- | ---- | ----------------- | --------------------------- | --------------------------- | ----------------- | ---------------------------------------------------------- |
| I       | 1984 | 20. Oktober       | Salzburg Lions              | Graz Giants                 | 27:10             | Salzburg                                                   |
|         | 1985 | nicht ausgetragen | nicht ausgetragen           | nicht ausgetragen           | nicht ausgetragen | nicht ausgetragen                                          |
| II      | 1986 | 28. Juni          | Graz Giants                 | Vienna Vikings              | 31:12             | Salzburg                                                   |
| III     | 1987 | 5. Juli           | Graz Giants                 | Salzburg Lions              | 20:00             | ASKÖ Schmelz, Wien                                         |
| IV      | 1988 | 3. Juli           | Graz Giants                 | Vienna Vikings              | 33:15             | ASKÖ Schmelz, Wien                                         |
| V       | 1989 | 1. Juli           | Salzburg Lions              | Graz Giants                 | 34:00             | Salzburg                                                   |
| VI      | 1990 | 1. Juli           | Graz Giants                 | Klosterneuburg Mercenaries  | 59:70             | Linzer Stadion, Linz                                       |
| VII     | 1991 | 7. Juli           | Graz Giants                 | Vienna Vikings              | 38:70             | ASKÖ Eggenberg, Graz                                       |
| VIII    | 1992 | 5. Juli           | Graz Giants                 | Schwarzenau Rangers         | 28:13             | ASKÖ Schmelz, Wien                                         |
| IX      | 1993 | 4. Juli           | Feldkirch Oscar Dinos       | Salzburg Bulls              | 45:10             | BSZ Südstadt, Maria Enzersdorf                             |
| X       | 1994 | 4. Juli           | Vienna Vikings              | Levi’s Graz Giants          | 45:23             | Rudolf-Tonn-Stadion, Schwechat-Rannersdorf                 |
| XI      | 1995 | 15. Juli          | Levi’s Graz Giants          | Vienna Vikings              | 26:20             | Rudolf-Tonn-Stadion, Schwechat-Rannersdorf                 |
| XII     | 1996 | 13. Juli          | Vienna Vikings              | Levi’s Graz Giants          | 41:35             | Rudolf-Tonn-Stadion, Schwechat-Rannersdorf                 |
| XIII    | 1997 | 12. Juli          | Levi’s Graz Giants          | Klosterneuburg Mercenaries  | 53:14             | Rudolf-Tonn-Stadion, Schwechat-Rannersdorf                 |
| XIV     | 1998 | 18. Juli          | Levi’s Graz Giants          | Vienna Vikings              | 43:30             | BSZ Südstadt, Maria Enzersdorf                             |
| XV      | 1999 | 20. Juli          | Chrysler Vikings            | Levi’s Graz Giants          | 37:35             | Rudolf-Tonn-Stadion Schwechat-Rannersdorf                  |
| XVI     | 2000 | 22. Juli          | Chrysler Vikings            | Papa Joe’s Tyrolean Raiders | 34:28             | Stadion Hohe Warte, Wien                                   |
| XVII    | 2001 | 21. Juli          | Chrysler Vikings            | Papa Joe’s Tyrolean Raiders | 24:14             | Lindenstadion, Eisenstadt                                  |
| XVIII   | 2002 | 20. Juli          | Chrysler Vikings            | Öko-Box Graz Giants         | 52:21             | Stadion Hohe Warte, Wien                                   |
| XIX     | 2003 | 12. Juli          | Chrysler Vikings            | Öko-Box Graz Giants         | 56:42             | Stadion Hohe Warte, Wien                                   |
| XX      | 2004 | 17. Juli          | Papa Joe’s Tyrolean Raiders | Chrysler Vikings            | 28:20             | EM-Stadion Wals-Siezenheim, Wals                           |
| XXI     | 2005 | 16. Juli          | Chrysler Vikings            | Papa Joe’s Tyrolean Raiders | 43:14             | BSZ Südstadt, Maria Enzersdorf                             |
| XXII    | 2006 | 15. Juli          | Swarco Raiders Tirol        | Dodge Vikings Vienna        | 43:19             | Stadion Hohe Warte, Wien                                   |
| XXIII   | 2007 | 14. Juli          | Dodge Vikings Vienna        | Turek Graz Giants           | 42:14             | Stadion Hohe Warte, Wien                                   |
| XXIV    | 2008 | 27. Juni          | Turek Graz Giants           | Swarco Raiders Tirol        | 31:21             | Sportstadion, Wolfsberg                                    |
| XXV     | 2009 | 18. Juli          | Raiffeisen Vikings Vienna   | Turek Graz Giants           | 22:19             | ASKÖ-Stadion Eggenberg, Graz                               |
| XXVI    | 2010 | 9. Juli           | Danube Dragons              | Swarco Raiders Tirol        | 28:21             | Tivoli-Neu, Innsbruck                                      |
| XXVII   | 2011 | 23. Juni          | Swarco Raiders Tirol        | Raiffeisen Vikings Vienna   | 23:13             | Ernst-Happel-Stadion, Wien                                 |
| XXVIII  | 2012 | 28. Juli          | Raiffeisen Vikings Vienna   | Swarco Raiders Tirol        | 48:34             | Stadion Hohe Warte, Wien                                   |
| XXIX    | 2013 | 27. Juli          | Raiffeisen Vikings Vienna   | Swarco Raiders Tirol        | 48:31             | NV Arena, St. Pölten                                       |
| XXX     | 2014 | 26. Juli          | Raiffeisen Vikings Vienna   | Swarco Raiders Tirol        | 24:17             | NV Arena, St. Pölten                                       |
| XXXI    | 2015 | 11. Juli          | Swarco Raiders Tirol        | Vienna Vikings              | 38:00             | Wörthersee Stadion, Klagenfurt                             |
| XXXII   | 2016 | 23. Juli          | Swarco Raiders Tirol        | Graz Giants                 | 51:70             | Wörthersee Stadion, Klagenfurt                             |
| XXXIII  | 2017 | 29. Juli          | Dacia Vikings Vienna        | Swarco Raiders Tirol        | 45:26             | Wörthersee Stadion, Klagenfurt                             |
| XXXIV   | 2018 | 21. Juli          | Swarco Raiders Tirol        | Dacia Vikings Vienna        | 51:48             | NV Arena, St. Pölten                                       |
| XXXV    | 2019 | 27. Juli          | Swarco Raiders Tirol        | Dacia Vikings Vienna        | 42:34             | NV Arena, St. Pölten                                       |
| –       | 2020 | 5. Sep.–26. Sep.  | Dacia Vikings Vienna        | Graz Giants                 | a13:0 a1          | ASKÖ-Stadion Eggenberg, Graz Footballzentrum Ravelin, Wien |
| XXXVI   | 2021 | 31. Juli          | Swarco Raiders Tirol        | Dacia Vikings Vienna        | 35:14             | Tivoli Stadion Tirol, Innsbruck                            |
| XXXVII  | 2022 | 30. Juli          | Danube Dragons              | Dacia Vikings Vienna ELF    | 51:29             | NV Arena, St. Pölten                                       |
| XXXVIII | 2023 | 29. Juli          | Danube Dragons              | Vienna Vikings              | 14:13             | NV Arena, St. Pölten                                       |
| XXXIX   | 2024 | 28. Juli          | Prague Black Panthers       | Vienna Vikings              | 20:14             | Wiener Neustadt Arena                                      |
| XL      | 2025 | 26. Juli          | Vikings Vienna              | Danube Dragons              | 27:17             | NV Arena, St. Pölten                                       |

#### Rangliste nach Teams
| Pl. | Team                  | Titel | Teilnahmen | Siegquote |
| --- | --------------------- | ----- | ---------- | --------- |
| 1   | Vienna Vikings        | 15    | 030 *      | 0,500     |
| 2   | Graz Giants           | 10    | 020 *      | 0,500     |
| 3   | Raiders Tirol         | 8     | 17         | 0,471     |
| 4   | Danube Dragons        | 3     | 06 †       | 0,500     |
| 5   | Salzburg Lions        | 2     | 4          | 0,500     |
| 6   | Feldkirch Oscar Dinos | 1     | 1          | 1,000     |
| 6   | Prague Black Panthers | 1     | 1          | 1,000     |
| 7   | Schwarzenau Rangers   | 0     | 1          | 0,000     |

#### Rangliste nach Bundesland
Rangliste nach Bundesländern, in denen die reguläre Heimspielstätte zum Zeitpunkt der Teilnahme an der Austrian Bowl lag. Die Danube Dragons waren dabei zweimal, als Klosterneuburg Mercenaries, Repräsentant Niederösterreichs und sind seitdem – unter ihrem heutigen Namen – Repräsentant des Bundeslandes Wien. Trotz der Teilnahme nichtösterreichischer Mannschaften an mehreren Saisons der AFL gelang es keinem dieser Teams bisher (Stand 2023), in die Austrian Bowl einzuziehen.
|   | Land             | Titel | Teilnahmen | Siegquote |
| - | ---------------- | ----- | ---------- | --------- |
| 1 | Wien             | 18    | 32 b       | 0,563 b   |
| 2 | Steiermark       | 10    | 21         | 0,476     |
| 3 | Tirol            | 8     | 17         | 0,471     |
| 4 | Salzburg         | 2     | 4          | 0,500     |
| 5 | Vorarlberg       | 1     | 1          | 1,000     |
| 6 | Niederösterreich | 0     | 3          | 0,000     |